# Biologiska läkemedel
Biologiska läkemedel är preparat vars aktiva substans är av biologiskt ursprung, som levande celler eller vävnad, och har ur detta producerats eller renats. Biologiska läkemedel är generellt större och mycket mer strukturellt komplexa än vanliga läkemedel, och de är dessutom extremt känsliga för tillverkningsförhållanden, svårare att karakterisera och att producera.
Dess molekylära struktur är känslig för förändringar vid tillverkning och kräver därför test av substans och slutprodukt samt tillverkningsprocess för att karaktäriseras.
Exempel på biologiska läkemedel är vacciner, enzymer, peptider och monoklonala antikroppar. Fördelen med denna typ av biologiska läkemedel är att de kan designas för att behandla till exempel specifika cancerformer och andra specifika sjukdomar med färre biverkningar tack vare deras stora strukturella komplexitet, vilken kan tillgodose mer specifika interaktioner än vanliga läkemedel.
Läkemedelsverket varnar för ungefär vart fjärde biologiskt läkemedel godkänt i EU och USA samtidigt som man anser att biologiska läkemedel inte är farligare än andra läkemedel.

### Webbkällor
- ”Biologiska läkemedel”. Läkemedelsverket. Arkiverad från originalet den 11 april 2015. https://web.archive.org/web/20150411121015/https://www.lakemedelsverket.se/malgrupp/Foretag/Lakemedel/Biologiska-lakemedel/. Läst 20 maj 2015.